# 너태샤 그레그슨 와그너
너태샤 그레그슨 와그너(Natasha Gregson Wagner, 1970년 9월 29일 ~ )는 미국의 배우이다.

## 출연 작품
- 서치 엔진스 (2016, Search Engines)
- 월터 교수의 마지막 강의 (2016)
- 키스와 약속 (2010)
- 엔젤 인 더 패밀리 (2004)
- 4400 (2004)
- 원더랜드 (2003)
- 뱀파이어로스무에르토스 (2002)
- 사랑도 리콜이 되나요 (2000)
- 소설보다 더 이상한 이야기 (1999)
- 플레이 투 더 본 (1999)
- 또다른 천국 (1998)
- 뱀파이어 (1998)
- 캠퍼스 레전드 (1998)
- 퍼스트 러브, 라스트 라이트 (1997)
- 글램 (1997)
- 메써드 (1997)
- 투 걸스 (1997)
- 로리타 (1997)
- 로스트 하이웨이 (1997)
- 굿모닝 스쿨 (1996)
- DNA 전사 (1995)
- 쉐기독 (1994)
- SFW (1994)
- 드래그스트립 걸 (1994)
- ER (1994)
- 더 서브스티튜트 (1993)
- 복수의 동행자 (1993)
- 저주의 혈통 (1993)
- 아버지와 아들 (1992)
- 루크페리의 뱀파이어 해결사 (1992)